# Столбище (озеро)
Столбище (Столбищи, Столбищенское, Кирби) — озеро в Столбищенском сельском поселении Лаишевского района Республики Татарстан.
Постановлением Совета Министров Татарской АССР от 10 января 1978 г. № 25 и постановлением Кабинета Министров Республики Татарстан от 29 декабря 2005 г. № 644 признано памятником природы регионального значения

## География
Озеро Столбище — бессточный водоём естественного происхождения. Расположено в селе Столбище Лаишевского района Татарстана. Водоём имеет продолговатую форму. Длина озера 530 м, максимальная ширина 170 м. Площадь зеркала 6,49 гектар. Средняя глубина 2 м.

## Гидрография
Объём озера 130 тыс. м³. Питание подземное, устойчивое. Вода без цвета и запаха, жёсткостью менее 1 ммоль/л, минерализацией 98 мг/л, прозрачность 40 см. Химический тип воды гидрокарбонатно-кальциевый.